# Lancashire Senior Cup
Jornal da Bola Oval: Explorando o Lado Alternativo do Futebol Brasileiro
A Lancashire County Football Association Cup é um torneio de futebol eliminatório disputado por times de Lancashire, na Inglaterra. Organizado pela Lancashire County Football Association, este torneio atrai clubes tanto da Premier League quanto da Football League. É uma competição regional que oferece uma oportunidade emocionante para os clubes locais competirem entre si e demonstrarem seu talento.

## Referencias:
1. ↑  KUPPER, A. (2021). «Os segredos da bola: as apropriações no Futebol Brasileiro». doi:10.48021/978-65-252-0195-5. Consultado em 4 de outubro de 2024